# Emeric Pressburger
Emeric Pressburger (5 de dezembro de 1902 – 5 de fevereiro de 1988) foi um roteirista, diretor de cinema e produtor húngaro-britânico. Tornou-se notório pela sua série de colaborações com Michael Powell, numa parceria alcunhada de The Archers, e também pela produção de filmes como 49th Parallel (1941), The Life and Death of Colonel Blimp (1943) e Black Narcissus (1947), por exemplo.